# Повстання у Верхній Канаді
Повстання у Верхній Канаді — виступи малоземельних поселенців Верхньої Канади, в основному протестантів шотландського походження, проти британської колоніальної влади. Відбувалось в один період із повстанням Патріотів у Нижній Канаді.

## Передумови
Після англо-американської війни 1812—1815 років уряд Верхньої Канади перебував під впливом заможних землевласників, відомих під загальною назвою «Сімейна змова».
Одним з найбільш суперечливих питань у Верхній Канаді початку XIX століття було питання розподілу земельних ділянок. Значна частина земель вважалась «резервами Корони», що мали використовуватись і розподілятись, в основному, на користь священиків англіканської церкви. Залишаючись необробленими, ті землі погіршували стан сусідніх ферм, оскільки ізольовані невеликі ділянки оброблялись менш ефективно, ніж якщо би їх вдалось об'єднати. Така система землекористування вважалась надто бюрократизованою в порівнянні з землекористуванням у сусідніх Сполучених Штатах.
Хоча формально землі резервувались для «протестантських священиків», «Сімейна змова» інтерпретувала це положення винятково на користь англіканських священиків, виключаючи з розподілу земель священиків інших протестантських конфесій і тим більше католиків.
Ще однією проблемою для Верхньої Канади було поширення республіканських ідей зі США. Британська влада започаткувала на території Канади колоніальний уряд в надії, що в майбутньому вдасться придушити республіканські ідеї й у США. В результаті, однак, сталось протилежне — ідеї американської демократії почали проникати до Канади разом з групами американських іммігрантів-лоялістів, які призвели до зростання вимог реформ. Лідером радикального крила реформістів був Вільям Лайон Макензі, однак більша частина реформістів — серед них такі, як Роберт Болдуїн — не підтримували вимоги Макензі про започаткування республіканського уряду.

## Зростання напруженості
Вільям Лайон Макензі (виходець з родини шотландських іммігрантів, як і більша частина невдоволених землевласників) заснував газету The Colonial Advocate (1824) у столиці Верхньої Канади місті Йорк (нині Торонто). Він почав відігравати активну роль у політиці, отримавши місце в Законодавчій асамблеї Верхньої Канади та згодом став першим мером того міста, перейменованого на Торонто 1834 року. Ані його радикальне крило, ані помірковані реформісти Болдуїна не досягнули значного успіху в Законодавчих зборах, а Болдуїна звільнив з уряду лейтенант-губернатор сер Френсіс Бонд Хед. Консервативна опозиція організувала напади на редакцію його газети, щоб зашкодити її випуску.
1836 й 1837 року Макензі домігся підтримки серед фермерів в околицях Торонто. Підтримка з їхнього боку особливо зросла після поганого врожаю 1835 року, що призвело до економічного спаду та жорсткішої кредитної політики банків.

## Перебіг повстання
Коли восени 1837 року в Нижній Канаді спалахнуло повстання Патріотів, Бонд Хед відрядив на його придушення британські війська, розвартировані в Торонто. Скориставшись відсутністю регулярних військ, Макензі та його прибічники захопили арсенал у Торонто й організували військовий марш по Янг-стріт, що розпочався біля таверни Монтгомері 4 грудня 1837 року.
Коли почалось повстання, Макензі вагався, чи варто було здійснювати напад на місто. 7 грудня прибув військовий лідер повстання Макензі, Ентони ван Егмонд, ветеран наполеонівських війн, який порадив негайно відступити, однак і в тому разі Макензі вагався. Того ж дня полковник Муді спробував подолати вуличні барикади, щоб попередити Бонд Хеда, втім повстанці запанікували та вбили його. Поки Макензі вичікував, на підтримку Бонд Хеда прибуло підкріплення — 1000 осіб під командуванням полковника Джеймса Фіцгіббона, які всього за півгодини завдали 400 повстанцям суттєвих втрат і змусили їх тікати.
Тим часом група повстанців у місті Лондон (Онтаріо) під проводом Чарлза Данкомба вирушила в бік Торонто, щоб підтримати Макензі. Полковник Аллан Макнаб перехопив їх біля Гамільтона 13 грудня та примусив до втечі.
Маккензі, Данкомб, Джон Рольф і 200 повстанців утекли на острів Нейві на річці Ніагара, де вони проголосили Республіку Канада 13 грудня того ж року. Вони отримували матеріальну допомогу із США. 13 січня 1838 року британські війська атакували острів, і повстанці втекли. Макензі опинився у США, де його заарештували. Інших керівників повстання, серед яких були ван Егмонд, Семюел Луант і Пітер Метьюз, заарештувала британська влада. Ван Егмонд помер у в'язниці, а Лаунт і Метьюз були страчені 1838 року.

## Наслідки
У порівнянні з повстанням у Нижній Канаді, повстання у Верхній Канаді було коротким, погано організованим і майже не мало наслідків. Тим не менше, британська влада не могла ігнорувати повстання у світлі більш серйозної кризи у франкомовній Нижній Канаді. Бонд Хед був відкликаний, його замінив лорд Дарем, якому було доручено знайти компроміс із невдоволеними малоземельними поселенцями. В його «звіті про справи в Британській Північній Америці» рекомендувалось започаткувати відповідальний перед народом провінції уряд для того, щоб об'єднати населення Верхньої та Нижньої Канади. Лише одна з його рекомендацій була здійснена британським урядом — відповідно до Акту про Союз 1840 року дві провінції були об'єднані в одну, і франкофони, які складали більшість у Верхній Канаді, опинились у меншості в новоутвореній провінції.